# سانحه برخورد توپولوف ۱۵۴ ایران‌ایرتور با سوخو ۲۴
سانحهٔ برخورد جنگنده سوخو ۲۴ نیروی هوایی ارتش جمهوری اسلامی ایران با هواپیمای توپولف ۱۵۴ هواپیمایی ایران ایرتور یکی از حوادث بزرگ هوانوردی در ایران است، که ۱۳۱ کشته برجای گذاشت. این اتفاق در ۱۹ بهمن ۱۳۷۱ بر فراز آسمان فرودگاه بین‌المللی مهرآباد تهران و تنها ۱۵ دقیقه پس از برخاستن هواپیمای توپولف رخ داد. در این حادثه هواپیمای توپولف-۱۵۴ با یک جنگنده سوخو-۲۴ متعلق به ارتش برخورد کرد و کلیهٔ سرنشینان هر دو هواپیما جان باختند. گفته می‌شود مسافران پرواز تجاری ۹۶۲ هواپیمایی ایران ایرتور عروس و دامادهایی بودند که برای ماه عسل به مشهد سفر می‌کردند.

## شرح حادثه

### مسافران توپولف
در ساعت ۱۰ صبح دوشنبه، ۱۹ بهمن ۱۳۷۱، مسافران پرواز ۹۶۲ شرکت هواپیمایی ایران ایرتور در فرودگاه مهرآباد، وارد هواپیمای مدل توپولف ۱۵۴ مسافربری (با کد رجیستر: EP-ITD که این رجیستر الان متعلق به ای‌تی‌آر ۷۲-۶۰۰ می‌باشد) می‌شوند که برای این پرواز در نظر گرفته شده بود. این هواپیما ۱۵ دقیقه بعد در ساعت ۱۰:۱۵ دقیقه در ابتدای باند ۲۹ راست فرودگاه مهرآباد قرار می‌گیرد تا پرواز خود را به صورت IFR انجام دهد. در این ساعت خلبان از برج مراقبت دستور پرواز و اوج‌گیری با حفظ سمت پروازی خود(RUNWAY HEADING) و پس از عبور از ۶۰۰۰ پا و گردش به چپ نمودن را دریافت می‌کند. هدایت این پرواز را یک خلبان روس برعهده داشت که ۱۲۰۰۰ ساعت پرواز را در رزومهٔ خود دارد.

### جنگنده سوخو ۲۴
هم‌زمان با پرواز ۹۶۲، هواپیماهای جنگنده(فورمیشن فلایت- Formation Flights) سوخو ۲۴ متعلق به نیروی هوایی ارتش جمهوری اسلامی ایران در آسمان تهران بودند. این پنج جنگنده از سمت شرق به غرب به صورت VFR در حال پرواز بودند که در ارتفاع ۵۵۰۰ پا پرواز میکردند.
```
لازم به ذکر است که بر اساس مقررات مربوطه(LATC'I) پرواز های فورمیشن در فضاهای مشترک سیویل(Civil) و میلیتری(Military) یک پرواز محسوب میشوند.
```

### لحظهٔ حادثه
در یک لحظه توپولف ۱۵۴ ایرتور با ۱۳۱ سرنشین در حالت افزایش ارتفاع در راستای باند ۲۹ راست قرار می‌گیرد و همزمان جنگنده ها با حفظ ارتفاع خود از روی باند ۲۹ چپ جهت برک(Break) عبور مینمایند. پنجمین جنگنده در فاصله ۴ مایلی از غرب برج گردش به چپ می‌کند و از آنجایی‌که در حالت گردش بوده،علیرغم پرواز در شرایط VFR متوجه پرواز توپولوف نشده و این جنگنده وارد محدوده پروازی توپولوف میگردد. در نهایت بر اثر برخورد جنگنده سوخو با هواپیمای مسافربری، موتور عقب و دم هواپیمای توپولف متلاشی شده و سقوط اتفاق می‌افتد. با متلاشی شدن موتور و دم هواپیمای توپولوف، عملاً خلبان اختیاری برای کنترل هواپیما نداشته‌است.

### محل سقوط
هر دو هواپیما در محل دپوی ارتش در حوالی شهر قدس به زمین برخورد می‌کنند.

## کشته‌شدگان
تمامی ۱۳۱ سرنشین هواپیمای توپولف و همچنین دو خلبان جنگنده سوخو در این حادثه جان باختند.

## مسئولیت حادثه
با توجه به اینکه مسئولیت بررسی سوانح هوایی بر اساس قوانین و مقررات مربوطه در فضای جمهوری اسلامی ایران بر عهده ی state of occurrence  یا کشوری که در آن سانحه رخ داده است بر عهده سازمان هواپیمایی کشوری میباشد,این سازمان با عنایت به اینکه پروازهای فورمیشن یک پرواز VFR محسوب میشوند و پرواز توپولوف یک پرواز IFR بوده است و فضای کنترل زون فرودگاه مهرآباد از نوع CatD میباشد به طور رسمی مسئولیت سانحه را متوجه کم توجهی آخرین خلبان جنگنده سوخو اعلام نموده است.

## علل بروز سانحه
با توجه به اینکه بر اساس مقررات ICAO فضای کنترل زون مهرآباد CatD اعلام شده و در فضای CatD انجام همزمان پرواز IFR (پرواز کور و پرواز با اینسترومنت) و پرواز VFR (پرواز با دید کافی بالغ بر حداقل 5 کیلومتر) مجاز میباشد و اطلاعات و موقعیت پروازی (Traffic Information) هواپیمای توپولوف به اطلاع لیدر جنگنده های سوخو -که پرواز VFR انجام میدادند- توسط کنترلر برج داده شده است (در چنین شرایطی سایر خلبانان دسته شکاری سوخو میبایست بر روی فرکانس ارتباطی بین لیدر فورمیشن با کنترلر برج به طور دقیق به گوش باشند-Keep listening watch on Radio Frequency between the Leader and Tower Controller) موارد زیر باید در نظر گرفته شود:
- فرودگاه مهرآباد بر اساس مقررات مربوطه دارای دو باند پروازی مناسب برای این نوع عملیات را دارا میباشد و پرواز توپولوف مجاز به پرواز از باند 29 راست بوده,منوط بر اینکه بعد از پرواز با حفظ سمت (Heading) پروازی خود بعد از عبور از ارتفاع 6000 پایی گردش به چپ بزند (این دستور کنترلر توسط خلبان توپولوف بارخوانی میشود).
- ارتفاع پروازی جنگنده های سوخو بر اساس مقررات 5500 پا میبایست حفظ می شد.
- لیدر پرواز های شکاری سوخو ترافیک توپولوف را در دید داشته و به وضوح آن را به برج اعلام مینماید بدین ترتیب پرواز فورمیشن سوخو برای باند 29 چپ مجاز میگردد.
- لحظه برخورد سوخو به توپولوف (و نه توپولوف به سوخو) ارتفاع پروازی سوخو بر اساس اطلاعات مندرج در FDR فراتر از 6000 پا ثبت شده است.
- به این ترتیب ملاحظه میشود که آخرین فروند شکاری سوخو در پرواز فورمیشن در ارتفاع مجاز معینه پرواز نمیکرده است و این امر عامل اصلی بروز سانحه توسط کارشناسان سازمان هواپیمایی کشوری که تنها منبع رسمی و قانونی جهت بررسی سوانح هوایی میباشند اعلام گردیده است.

نکته حائز اهمیت این است که اعمال چنین تکنیکی که پرواز های شکاری و سیویل همزمان در فرودگاه های مشترک اقدام به پرواز نمایند امری عادی,مرسوم و جاری بوده است.